# Nacjonalizm polski
Nacjonalizm polski – ogół polskich nurtów prezentujących przekonania nacjonalistyczne i związanych z nimi ruchów społecznych, kulturowych oraz politycznych, który skrystalizował się w pierwszej połowie XX wieku.

## Historia
Dawny patriotyzm polski, okresu I Rzeczypospolitej, był otwarty na szeroką interpretację „bycia Polakiem”, w myśl „natione Polonus, gente Ruthenus” (tzn. narodowości polskiej, rodu rusińskiego). Etos ten był związany przede wszystkim ze szlachtą Rzeczypospolitej. Zaczął on zanikać w XIX wieku w okresie zaborów. W odpowiedzi na politykę zwalczania kultury i tożsamości polskiej prowadzoną przez zaborców, pojawił się nowy nurt, oparty w znaczącym stopniu na obrazie Polaka jako obywatela etnicznie polskiego, wyznania rzymskokatolickiego (zob. tożsamość „Polak-katolik”). W takim świetle nacjonalizm polski nie włączał do narodu polskiego tych, którzy identyfikowali się z kulturą ukraińską, pruską, litewską, żydowską itd. Głównym ideologiem tego nurtu był Roman Dmowski, a polityczną emanacją endecja.

### Preludium
Wzmocnienie negatywnego stosunku zaborców niemieckich i rosyjskich do Polaków w drugiej połowie XIX wieku przyczyniło się do powstania polskiego nacjonalizmu. W 1887 Tomasz Teodor Jeż powołał w Szwajcarii do życia Ligę Polską, której celem była odbudowa przedrozbiorowej, federacyjnej i wielonarodowościowej Rzeczypospolitej. Przewidywano pracę nad wzmocnieniem sił narodowych w oczekiwaniu na sprzyjającą sytuację międzynarodową. W tym samym czasie, od 1886, ukazywał się w Warszawie tygodnik Głos. Jan Ludwik Popławski i grono publicystów pisma postulowali pracę u podstaw, skupiając się nad unarodowieniem i uobywatelnieniem chłopów. Opowiadali się za demokratyzacją życia publicznego i politycznego. Mocniej akcentowano interes narodowy od stanowego, dostrzegano przebudzenie narodowe na zachód od granicy przedrozbiorowej I Rzeczypospolitej. To Popławski wprowadził termin „wszechpolskość” i on również jako pierwszy uznał, że wrogiem Polski nie jest Rosja, a Niemcy. Na tym etapie kształtowania się nacjonalizmu uwidaczniał się wpływ pozytywizmu. Z Ligą związany był Zet, który powstał jeszcze w 1886 dzięki aktywności Zygmunta Balickiego. Ideowo ugrupowanie nie było jednolite, w zamierzeniu miało skupiać polskich studentów. Jednak z czasem wyłoniły się w organizacji dwa nurty: narodowy i socjalistyczny. W Warszawie do „Zetu” należał Roman Dmowski, który przeszkodził dążeniom studentów socjalistycznych, nawołujących do strajku wspólnie ze studentami rosyjskimi. Z czasem, w wyniku różnic i konfliktów, młodzież socjalistyczna zaczęła organizację opuszczać. Próby pogodzenia oponentów i dążenie do stworzenia socjalizmu narodowego zakończyły się fiaskiem.

### Okres zaborów – powstanie polskiego nacjonalizmu
Powstanie nacjonalizmu polskiego wiąże się z przekształceniem Ligi Polskiej w Ligę Narodową (1893). Czołową rolę odegrał w tym wydarzeniu Dmowski, który – obok Popławskiego i Balickiego – należał do ścisłego, nieformalnego kierownictwa organizacji. Więzi z Miłkowskim nie zostały zerwane, ale kierownictwo Ligi znajdowało się w kraju. Ta zmiana oznaczała skierowanie się ku nacjonalizmowi, działalności wszechpolskiej (trójzaborowej) i wszechstanowej, przy odrzuceniu ugody z zaborcami, ale i potępieniu tradycji powstańczej. Dmowski wskazywał ograniczanie się do manifestacji i biernego oporu. Wyrazem tego była m.in. manifestacja w setną rocznicę wybuchu powstania kościuszkowskiego w Warszawie. Reakcja zaborcy, represje i aresztowania spowodowały, że Popławski wyjechał do Galicji, gdzie we Lwowie zaczął z Dmowskim wydawać od 1895 Przegląd Wszechpolski. W krótkim czasie Liga zdobyła szerokie wpływy społeczne we wszystkich zaborach, docierając także ze swym programem do środowisk socjalistycznych, a szczególnie ludowych. Osiągano to dzięki różnorodnej narracji, w zależności od tego, kto był adresatem komunikatów politycznych.
By oddziaływać na społeczeństwo Liga Narodowa powołała szereg organizacji i wydawała wiele czasopism, przeznaczonych dla różnych kręgów społeczeństwa. W 1898 odtworzono Zet, w 1899 utworzono Towarzystwo Oświaty Narodowej, Związek im. Jana Kilińskiego powstał w 1901 i w tym samym czasie organizacja dla uczniów gimnazjum Pet. Wydawano „Gazetę Świąteczną”, „Polaka”, a od 1902 „Słowo Polskie” we Lwowie, przejęte od spadkobierców Szczepanowskiego. Wobec Wzrostu wpływów narodowców – ich poglądy stały się przedmiotem krytyki Kościoła katolickiego (był to nacjonalizm świecki, wyrastający z pozytywizmu). U Balickiego (Egoizm narodowy wobec etyki) negatywnie oceniano relatywizm moralny, u Dmowskiego (Myśli nowoczesnego Polaka) elementy darwinizmu społecznego czy koncepcję etyki narodowej niezależnej od etyki chrześcijańskiej. Negatywnie oceniano instrumentalne traktowanie Kościoła i religii katolickiej. Z czasem – wobec roli i znaczenia Kościoła w społeczeństwie polskim – nacjonaliści polscy zaczęli się zbliżać do nauki katolickiej. Sam nacjonalizm miał charakter obronny, bez haseł szowinistycznych. Dla Balickiego i Dmowskiego naród był wspólnotą o charakterze cywilizacyjnym i kulturowym, w związku z czym w ich poglądach nie było miejsca na wątki rasistowskie.
Politycznym wyrazem działalności nacjonalizmu polskiego stało się powołanie w 1897 SND, określane następnie przez przeciwników politycznych mianem endecji (od skrótu ND). W 1904 powstało SDN w Galicji, zaś w 1909 powołano Towarzystwo Demokratyczno-Narodowe w zaborze pruskim.
Na początku XX w. jasno określono zadania, przed jakimi stanęli polscy narodowcy (m.in. w programie SND z 1903): w zaborze rosyjskim było to przeciwstawianie się rusyfikacji, walka o język polski, domaganie się szerszego samorządu gminnego. Jednocześnie dostrzegano zagrożenie niemieckie.
Wczesna endencja krytycznie podchodziła do kapitalizmu, postrzegając go jako wytwór obcy. Balicki chciał stworzyć gospodarczą trzecią drogę między etatyzmem a liberalizmem. Dmowski jeszcze w 1913 roku opowiadał się za kontrolowaniem gospodarki przez państwo.

### II Rzeczpospolita
Pomimo że w okresie międzywojennym ideologia nacjonalistyczna, wcześniej spotykana zarówno na lewicy, jak i prawicy, zaczęła być identyfikowana głównie z ruchem prawicowym, wśród nurtów polskiego nacjonalizmu w okresie międzywojennym możemy wyróżnić formacje łączące ze sobą postulaty nacjonalistyczne i lewicowe, a nawet antyfaszystowskie.
Ważniejsze formacje tego okresu to Obóz Wielkiej Polski, Związek Akademicki Młodzież Wszechpolska, Obóz Narodowo-Radykalny (w 1935 podzielił się na dwie organizacje: ONR-ABC i ONR-Falanga) oraz ruch Zadruga, skupiony wokół pisma o tym tytule.
Różne były poglądy międzywojennego ruchu narodowego na gospodarkę. Związek Ludowo-Narodowy był wolnorynkowy, jednak późniejsze i radykalniejsze organizacje kontestowały kapitalizm, proponując gospodarczą trzecią drogę.
Endecja w II RP była nurtem antysemickim. Tendencje antyżydowskie wśród polskich nacjonalistów nasiliły się szczególnie po 1935 roku, gdy nawet ruchy umiarkowane i ich działacze przychylili się w ich stronę. Żydów demonizowano, porównywano do wampirów, świń, nowotworu i chorób zakaźnych. Popularny był stereotyp tzw. żydokomuny, łączący Żydów z komunizmem. Nacjonaliści stosowali bojkot żydowskich sklepów i usług. To jednak było wśród nich powszechnie uznawane za niewystarczająco. W latach 30. przyjęto zasadę numerus nullus, która zakładała zepchnięcie Żydów na margines życia społecznego. Jędrzej Giertych chciał zakazać im  wykonywania zawodów prawniczych, medycznych i zostawania dziennikarzami. 
Środowiska nacjonalistyczne początkowo forsowały postulat wprowadzenia na uniwersytetach numerus clausus, czyli ograniczenia liczby przyjmowanych studentów żydowskich. Z czasem zaczęły żądać całkowitego wyrzucenia Żydów z uczelni w myśl numerus nullus. Dążono także do ustanowienia getta ławkowego. W październiku 1937 roku narodowcy przyczynili się do wprowadzenia separacji między żydowskimi a nieżydowskimi studentami Uniwersytetu Warszawskiego. Równocześnie usprawiedliwiano antyżydowską przemoc i pogromy. Działacze Stronnictwa Narodowego mieli na koncie pobicia i zamachy bombowe.
W przedwojennej myśli nacjonalistycznej pojawiły się wątki totalitystyczne i totalitarne. Narodowcy akceptowali model „państwa totalnego”, bliskiego faszyzmowi włoskiemu. W łonie Stronnictwa Narodowego powstały pomysły utworzenia państwa jednopartyjnego. Tomasz Dworak pisał: „Trzeba mieć obóz ludzi zdyscyplinowanych, zahartowanych w walce […], prowadzonych przez dyktatora lub sztab wybitnych przywódców, na kształt obozu faszystów,
stronnictwa narodowo-socjalistycznego lub samurajów w Japonii”. Od tendencji totalitarnych odcinali się niektórzy działacze, w tym Roman Dmowski, który potępił ten nurt w 1934 roku.
Ideolodzy polskiej myśli narodowej byli żywo zainteresowani nacjonalizmami zagranicznymi, faszyzmem włoskim i niemieckim narodowym socjalizmem. Jędrzej Giertych przyznał, że narodowcy „obserwują” te nurty bardzo pilnie, ponieważ „wiele można się od nich nauczyć”. Działacz postrzegał polski nacjonalizm jako „jeden z tych ruchów, które –
jak faszyzm we Włoszech, hitleryzm w Niemczech, obóz Salazara w Portugalii, karlizm i Falanga w Hiszpanii – obalają w poszczególnych krajach Europy stary system masońsko-plutokratyczno-socjalistyczno-żydowski i budują porządek
nowy: porządek narodowy”. Podobne profaszystowskie tezy stawiano w pismach i biuletynach Stronnictwa Narodowego. Stefan Niebudek opublikował reportaż W kraju czarnych koszul, w którym entuzjastycznie opisywał model faszystowskiego państwa włoskiego, doceniając jego totalitarne i militarystyczne oblicze. Krytyka faszyzmu w obozie narodowym zaczęła się dopiero nasilać w 1939 r.. Wcześniej pozytyna opinia o faszyzmie była niemal powszechna wśród polskich nacjonalistów.
W latach 30. obóz endecki opuściła grupa młodych działaczy, tworząc ruch narodowo-radykalny. Ten odłam jest klasyfikowany jako faszystowski. Rozłamowcy utworzyli w 1934 roku Obóz Narodowo-Radykalny. Organizację zdelegalizowano. Jej byli działacze założyli dwie nowe grupy: Ruch Narodowo-Radykalny („Falanga”) i Obóz Narodowo-Radykalny ABC. Narodowi radykałowie byli zafascynowani włoskim faszyzmem i niemieckim narodowym socjalizmem. Z zewnątrz przyjmowali mundury, pozdrowienia, symbolikę. Na łamach obu nurtów narodowo-radykalnych formowano entuzjastyczne głosy pod adresem Niemiec i Włoch.
Narodowi radykałowie praktykowali antysemityzm, który przyjęli ze światopoglądu endeckiego. Przemyślenia antyżydowskie zajmowały czołowe miejsce w propagandzie nurtu. Przeciwko Żydom podejmowano argumenty rasistowskie, choć oficjalnie odcinano się od niego. Żydzi mieli zostać pozbawieni możliwości świadczenia usług handlowych chrześcijanom, pracy w instytucjach publicznych, służby w wojsku i wchodzenia w związki małżeńskie z chrześcijanami. Dalszym celem narodowych radykałów była wymuszona emigracja lub deportacja Żydów z Polski. Interesowano się syjonizmem, uznając, że poprzez stworzenie państwa żydowskiego, reszta świata pozbędzie się Żydów. 
ONR-ABC dążył do restytucji „średniowiecznego porządku ekonomicznego”. Falanga była bardziej radykalna społecznie i kładła nacisk na walkę z kapitalizmem. Falangiści zamierzali przeprowadzić nacjonalizację znacznej części przedsiębiorstw, w tym banków.
Mniejszymi formacjami narodowo-radykalnymi były Związek Ruchu Narodowego i Stronnictwo Wielkiej Polski. Doktryną pierwszej grupy był „polski socjalizm narodowy”. Postulowano rządy ludzi „czystej krwi słowiańskiej i aryjskiej”, zdobycie pozaeuropejskich terytoriów „zdatnych do osadnictwa rasy białej” oraz budowę państwa totalitarnego. Wpływ na wykrystalizowanie się ideologii ZRN miał hitleryzm. Nazizmem (i faszyzmem) inspirowało się również SWP. Grupa miała charakter rasistowski, odrzucała możliwość asymilacji Żydów i postulowała wysłanie ich do obozów koncentracyjnych. W polityce zagranicznej kładziono nacisk na sojusz z III Rzeszą.
W II Rzeczpospolitej samorzutnie zaczęły się formować niewiele znaczące organizacje faszystowskie. Jednym z prekursorów przeszczepiania faszyzmu na grunt Polski był ksiądz Zdzisław Łuczycki. W maju 1926 roku utworzono Związek Faszystów Polskich. Niedługo potem powstały Organizacja Faszystów Polskich i Stronnictwo Faszystów Polskich. 
W latach 30. na grunt polski zaczęto przenosić nazizm. W 1932 r. uformowana została Polska Partia Narodowo-Socjalistyczna, postulująca numerus clausus i wygnanie Żydów z Europy. W 1933 r. powstała Narodowo-Socjalistyczna Partia Robotnicza. Jej byli członkowie założyli m.in. Narodowo-Społeczną Partię Radykalną, Polski Front Faszystowski (później znany jako Polski Front Falanga) i Narodową Partię Społeczną. Członkami tej partii partii mogli być wyłącznie chrześcijanie o jednoznacznie „aryjskich korzeniach”. W tym samym roku działalność rozpoczął Radykalny Ruch Uzdrowienia. Ta partia postulowała asymilację mniejszości narodowych i usunięcie Żydów z życia politycznego (z czasem mniejszość miała opuścić Polskę). Ideałem ustroju RRU było państwo o ustroju zbliżonym do totalitarnego z systemem jednopartyjnym. W czerwcu 1936 r. powstał Narodowy Front Chłopsko-Robotniczy. Formacja określała Adolfa Hitlera mianem „genjusza” (równie pochlebnie wypowiadano się o NSDAP), postulowała utworzenie totalitarnego i jednopartyjnego państwa, wzorowanego na III Rzeszy, a także głosiła hasła antysemickie i antykapitalistyczne.

### II wojna światowa
Wybuch II wojny światowej przerwał działalność większości istniejących ugrupowań nacjonalistycznych, a ich działacze podjęli czynną walkę z okupantami. Kolaboracji podjęło się tylko jedno ugrupowanie – Narodowa Organizacja Radykalna, utworzona przez niewielką grupę działaczy byłego RNR Falanga i istniejąca przez kilka pierwszych miesięcy wojny. Większość falangistów utworzyła jednak w ramach ruchu oporu organizację Konfederacja Narodu.
Jedną z największych grup oporu o profilu narodowym była Narodowa Organizacja Wojskowa. Większość nacjonalistów walczących w podziemiu dołączyła w 1942 roku do Armii Krajowej lub Narodowych Sił Zbrojnych.
W okresie okupacji hitlerowskiej Polska Partia Robotnicza nie miała otwarcie komunistycznego charakteru, co sprawiło, że w jej szeregi napłynęło wiele osób przyciągniętych hasłami patriotycznymi:
Analizowanie ideologii PPR tylko przez pryzmat partyjnej publicystyki ukazuje nam nie partię marksistowsko-leninowską, ale prorosyjskie ugrupowanie nacjonalistyczne o radykalnym programie społecznym.
Stanowili oni bazę tzw. „odchylenia prawicowo-nacjonalistycznego”, o które został oskarżony w 1948 r. Władysław Gomułka.

### Polska w okresie komunizmu
W komunistycznej Polsce reżim przyjął, zmodyfikował i wykorzystał w swojej oficjalnej ideologii i propagandzie niektóre koncepcje nacjonalistyczne opracowane przez Romana Dmowskiego. Narodowi demokraci wierzyli w „narodowe”, czyli „jednorodne etnicznie” państwo, nawet jeśli to wymagało zredukowania jego terytorium (do tzw. „ziem piastowskich”). Ich terytorialne i etniczne postulaty zostały zaakceptowane i wdrożone w życie przez polskich komunistów, działających za pozwoleniem Józefa Stalina (vide umowy zawarte z ZSRR przez PKWN, jak „Porozumienie między PKWN a rządem ZSRR o polsko-radzieckiej granicy” (1944) czy układy republikańskie (1944)). Sam Stalin w latach 1944–1945 spotykał się z czołowym narodowym demokratą Stanisławem Grabskim i był pod jego wpływem, współautorem planowanej zmiany granic i zmian składu etnicznego ludności oraz ucieleśnieniem nacjonalistyczno-komunistycznej zmowy. 
W grudniu 1944 Bolesław Piasecki nawiązał współpracę z NKWD i w ten sposób stał się częścią establishmentu władz komunistycznych. 18 sierpnia 1945 r. otrzymał oficjalną zgodę na wydawanie koncesjonowanego „katolickiego” tygodnika „Dziś i Jutro”, pierwszy jego numer ukazał się 25 listopada 1945. W 1947 roku Piasecki założył wraz z grupą byłych działaczy ONR Stowarzyszenie „Pax” – dywersyjną organizację, z pomocą której komunistyczna władza próbowała rozsadzić od wewnątrz i podporządkować sobie Kościół katolicki w PRL. „Pax” m.in. współtworzył ruch „księży patriotów”, atakował Episkopat Polski za „dążenie do przywrócenia kapitalizmu”, popierał proces biskupa Kaczmarka i uwięzienie prymasa Stefana Wyszyńskiego. W okresie komunizmu w Polsce, środowiska nacjonalistyczne o nastawieniu bardziej lewicowym były również obecne w PZPR (np. nieformalne frakcje tzw. Partyzanci i Natolińczycy). W latach 80. powstały takie formacje, jak Zjednoczenie Patriotyczne „Grunwald” czy (nielegalne wówczas) Narodowe Odrodzenie Polski.

### III Rzeczpospolita
W III Rzeczypospolitej powstał szereg organizacji odwołujących się do dorobku polskich nacjonalistów okresu międzywojennego. Wśród nich można znaleźć ONR i Młodzież Wszechpolską, Falangę odwołującą się do ONR-Falanga, czy formacje odwołujące się do dorobku Zadrugi, jak Wydawnictwo Toporzeł czy Stowarzyszenie „Niklot”.

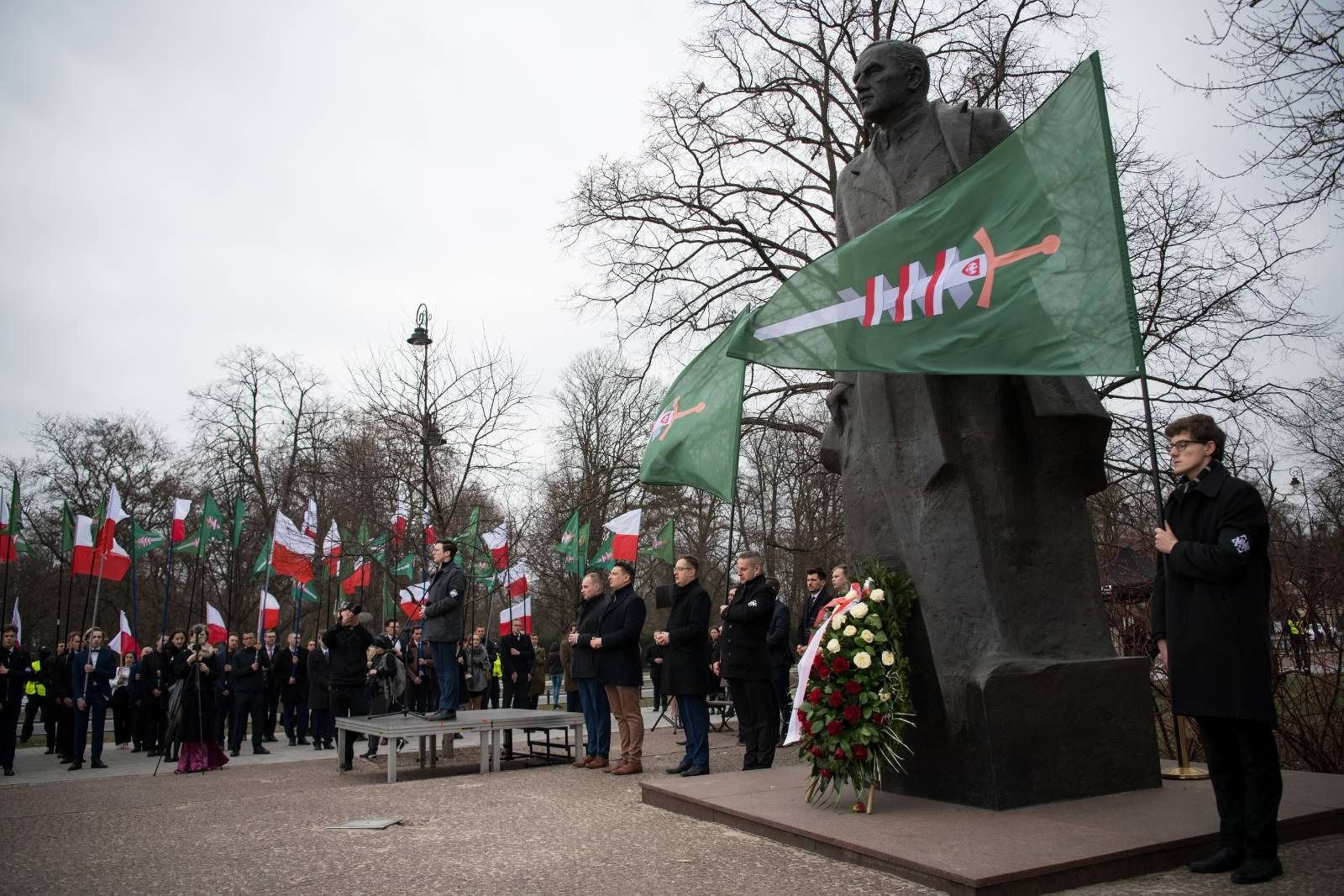
Manifestacja Młodzieży Wszechpolskiej pod pomnikiem Romana Dmowskiego w Warszawie

11 listopada 2012, po Marszu Niepodległości, kilkadziesiąt organizacji nacjonalistycznych (w tym Młodzież Wszechpolska) podjęło próbę utworzenia międzyorganizacyjnego, ogólnopolskiego ugrupowania politycznego pod nazwą Ruch Narodowy. Z czasem jednak część organizacji opuściła jego szeregi.
W 2015 r. Europejska Komisja przeciw Rasizmowi i Nietolerancji Rady Europy uznała ONR, MW i kilka innych organizacji za ekstremistyczne.
W grudniu 2018 roku Ruch Narodowy podjął współpracę ze środowiskiem konserwatywno-liberalnym, tworząc ugrupowanie pod nazwą Konfederacja.
29 sierpnia 2019 Komitet ds. Likwidacji Dyskryminacji Rasowej ONZ (CERD) przedstawił rekomendacje dla RP w zakresie realizacji postanowień Międzynarodowej Konwencji z 1966 roku w sprawie likwidacji wszelkich form dyskryminacji rasowej. Zażądał wówczas, by Polska zapewniła skuteczne wdrożenie prawa delegalizującego organizacje promujące lub nawołujące do dyskryminacji rasowej, takie jak Obóz Narodowo-Radykalny, Młodzież Wszechpolska, Falanga, Szturmowcy, Niklot, Kongres Narodowo-Społeczny, Autonomiczni Nacjonaliści, Stowarzyszenie Duma i Nowoczesność oraz polski oddział organizacji Krew i Honor.
W czerwcu 2023 Wojciech Olszański (znany też jako Aleksander Jabłonowski) zarejestrował kontrowersyjną partię polityczną Rodacy Kamraci. Jego środowisko jest oskarżone o wyznawanie światopoglądu neofaszystowskiego.

## Symbolika nacjonalistyczna w II RP
Nacjonaliści polscy byli zwolennikami uczynienia hymnem Polski Roty Marii Konopnickiej. Utwór ten śpiewano na spotkaniach Związku Ludowo-Narodowego, Stronnictwa Narodowego i Obozu Wielkiej Polski. Jako znakiem rozpoznawczym najchętniej posługiwano się Mieczykiem Chrobrego. Symbol ten był używany przez działaczy SN, Ruchu Młodych SN, OWP, ONR i RNR. Od lat 30. polscy nacjonaliści posługiwali się symbolem falangi.

## Główni przedstawiciele
- Roman Dmowski – współzałożyciel Narodowej Demokracji (endecji)
- Jan Ludwik Popławski – współtwórca Narodowej Demokracji
- Henryk Rossman – współtwórca Obozu Narodowo-Radykalnego i ONR-ABC
- Bolesław Piasecki – współtwórca Obozu Narodowo-Radykalnego oraz lider Ruchu Narodowo-Radykalnego Falanga
- Jan Mosdorf – działacz Obozu Wielkiej Polski, prezes Związku Akademickiego Młodzież Wszechpolska oraz jeden z przywódców Obozu Narodowo-Radykalnego
- Zygmunt Balicki – jeden z czołowych ideologów Narodowej Demokracji, współzałożyciel endecji
- Jan Stachniuk – ideolog i twórca grupy „Zadruga”

## Wybrane publikacje
- Roman Dmowski, Myśli nowoczesnego Polaka (1903)
- Roman Dmowski, Polityka polska i odbudowanie państwa (1925)
- Jan Stachniuk, Dzieje bez dziejów (1939)
- Zygmunt Balicki, Egoizm narodowy wobec etyki (1903)
- Jan Mosdorf, Wczoraj i jutro (1933)